# Kladruby nad Labem
Kladruby nad Labem là một làng thuộc huyện Pardubice, vùng Pardubický, Cộng hòa Séc. Ngôi làng có khoảng 600 cư dân.

## Lịch sử
Cho đến năm 1918, thị trấn này là một phần của chế độ quân chủ Áo-Hung. Nó nổi tiếng khi là quê hương của giống ngựa Kladruber, một trong những giống ngựa lâu đời nhất thế giới. Vào ngày 6 tháng 7 năm 2019, cảnh quan chăn nuôi và huấn luyện ngựa vận chuyển nghi lễ tại Kladruby nad Labem đã được UNESCO công nhận là Di sản thế giới.